# Prima Categoria Piemonte-Valle d'Aosta 1961-1962
Il campionato di calcio di Prima Categoria 1961-1962 è stato il V livello del campionato italiano. A carattere regionale, fu il terzo campionato dilettantistico con questo nome dopo la riforma voluta da Zauli del 1958.
Questi sono i gironi organizzati per le regioni Piemonte e Valle d'Aosta dal Comitato Regionale Piemontese.

## Girone A

### Squadre partecipanti
| Squadra              | Città (provincia)       | Stagione precedente |
| -------------------- | ----------------------- | ------------------- |
| U.S. Alicese         | Alice Castello (VC)     |                     |
| G.S. Arona           | Arona (NO)              |                     |
| U.S. Auxilium        | Torino                  |                     |
| A.S. Borgosesia      | Borgosesia (VC)         |                     |
| A.S. Cossatese       | Cossato (VC)            |                     |
| A.C. Galliate        | Galliate (NO)           |                     |
| U.S. Gassino         | Gassino Torinese (TO)   |                     |
| A.C. Gozzano         | Gozzano (NO)            |                     |
| U.S. Gravellona      | Gravellona Toce (NO)    |                     |
| S.C. Idealgas Cameri | Cameri (NO)             |                     |
| A.S. Juventus Domo   | Domodossola (NO)        |                     |
| Omegna Sportiva      | Omegna (NO)             |                     |
| A.S. Sunese          | Suno (NO)               |                     |
| U.S. San Mauro       | San Mauro Torinese (TO) |                     |
| U.S. Valenzana       | Valenza (AL)            |                     |
| A.S. Nuova Verbania  | Verbania (NO)           |                     |

### Classifica finale
|  | Pos. | Squadra         | Pt | G  | V  | N  | P  | GF | GS | DR  |
|  | ---- | --------------- | -- | -- | -- | -- | -- | -- | -- | --- |
|  | 1.   | Nuova Verbania  | 48 | 30 | 20 | 8  | 2  | 64 | 19 |     |
|  | 2.   | Cossatese       | 47 | 30 | 20 | 7  | 3  | 66 | 23 |     |
|  | 3.   | Arona           | 40 | 30 | 15 | 10 | 5  | 51 | 31 |     |
|  | 4.   | Omegna          | 38 | 30 | 15 | 8  | 7  | 53 | 36 |     |
|  | 5.   | Gozzano         | 31 | 30 | 10 | 11 | 9  | 27 | 33 |     |
|  | 6.   | Gassino         | 30 | 30 | 11 | 8  | 11 | 56 | 46 |     |
|  | 7.   | Borgosesia      | 29 | 30 | 9  | 11 | 10 | 36 | 40 |     |
|  | 8.   | Juventus Domo   | 28 | 30 | 10 | 8  | 12 | 53 | 58 | -5  |
|  | 8.   | Galliate        | 28 | 30 | 8  | 12 | 10 | 29 | 35 | -6  |
|  | 8.   | Alicese         | 28 | 30 | 10 | 8  | 12 | 40 | 50 | -10 |
|  | 8.   | Valenzana       | 28 | 30 | 9  | 10 | 11 | 35 | 37 |     |
|  | 12.  | Idealgas Cameri | 26 | 30 | 9  | 8  | 13 | 36 | 56 |     |
|  | 13.  | Sunese          | 22 | 30 | 7  | 8  | 15 | 27 | 47 |     |
|  | 14.  | Gravellona      | 21 | 30 | 8  | 5  | 17 | 42 | 67 |     |
|  | 15.  | San Mauro       | 19 | 30 | 7  | 5  | 18 | 35 | 46 |     |
|  | 16.  | Auxilium        | 17 | 30 | 6  | 5  | 19 | 24 | 50 |     |

Legenda:
      Ammesso alle finali per il titolo.
  Retrocesso e in seguito riammesso.
      Retrocesso in Seconda Categoria.
Regolamento:
Due punti a vittoria, uno a pareggio, zero a sconfitta.
Pari merito in caso di pari punti.

## Girone B

### Squadre partecipanti
| Squadra               | Città (provincia)          | Stagione precedente |
| --------------------- | -------------------------- | ------------------- |
| U.S. Acqui            | Acqui Terme (AL)           |                     |
| U.S. Albese           | Alba (CN)                  |                     |
| A.S. Carassonese      | Carassone di Mondovì (CN)  |                     |
| U.S. Castellamonte    | Castellamonte (TO)         |                     |
| A.S. Cenisia          | Torino                     |                     |
| A.C. Chieri           | Chieri (TO)                |                     |
| G.S. Cinzano          | Santa Vittoria d'Alba (CN) |                     |
| A.C. Cuneo            | Cuneo                      |                     |
| U.S. Ferriere         | Avigliana (TO)             |                     |
| U.S. Fossanese        | Fossano (CN)               |                     |
| F.C. Pinerolo         | Pinerolo (TO)              |                     |
| U.S. R.I.V.           | Villar Perosa (TO)         |                     |
| U.S. Rivarolese       | Rivarolo Canavese (TO)     |                     |
| G.S. S.N.I.A. Viscosa | Venaria (TO)               |                     |
| A.C. Saluzzo          | Saluzzo (CN)               |                     |
| U.S. Strambinese      | Strambino (TO)             |                     |

### Classifica finale
|  | Pos. | Squadra       | Pt | G  | V  | N  | P  | GF | GS | DR  |
|  | ---- | ------------- | -- | -- | -- | -- | -- | -- | -- | --- |
|  | 1.   | Chieri        | 46 | 30 | 19 | 8  | 3  | 82 | 43 |     |
|  | 2.   | Cenisia       | 43 | 30 | 19 | 5  | 6  | 65 | 35 |     |
|  | 3.   | Cinzano       | 42 | 30 | 18 | 6  | 6  | 56 | 37 |     |
|  | 4.   | Pinerolo      | 39 | 30 | 16 | 7  | 7  | 60 | 30 | +30 |
|  | 4.   | Carassone     | 39 | 30 | 14 | 11 | 5  | 57 | 36 | +21 |
|  | 6.   | Cuneo         | 37 | 30 | 14 | 9  | 7  | 51 | 38 |     |
|  | 8.   | Fossanese     | 31 | 30 | 14 | 3  | 13 | 48 | 41 | +7  |
|  | 7.   | Ferriere      | 31 | 30 | 10 | 11 | 9  | 40 | 40 | 0   |
|  | 8.   | Strambinese   | 31 | 30 | 11 | 9  | 10 | 44 | 48 | -4  |
|  | 10.  | SNIA Viscosa  | 28 | 30 | 11 | 6  | 13 | 39 | 45 |     |
|  | 11.  | Albese        | 27 | 30 | 10 | 7  | 13 | 58 | 66 |     |
|  | 12.  | Acqui         | 25 | 30 | 9  | 7  | 14 | 38 | 56 |     |
|  | 13.  | Saluzzo       | 22 | 30 | 9  | 4  | 17 | 30 | 61 |     |
|  | 14.  | R.I.V.        | 18 | 30 | 6  | 6  | 18 | 34 | 53 |     |
|  | 15.  | Rivarolese    | 11 | 30 | 3  | 5  | 22 | 31 | 63 |     |
|  | 16.  | Castellamonte | 10 | 30 | 3  | 4  | 23 | 20 | 61 |     |

Legenda:
      Ammesso alle finali per il titolo.
      Retrocesso in Seconda Categoria.
Regolamento:
Due punti a vittoria, uno a pareggio, zero a sconfitta.
Pari merito in caso di pari punti.

## Finali per il titolo e la promozione
|          | Risultati |          | Luogo e data             |
| -------- | --------- | -------- | ------------------------ |
| Chieri   | 2 - 1     | Verbania | Chieri, 3 giugno 1962    |
| Verbania | 2 - 1     | Chieri   | Verbania, 10 giugno 1962 |
| Chieri   | 2 - 0     | Verbania | Vercelli, 17 giugno 1962 |
|          |           |          |                          |

- Il Chieri è promosso in Serie D 1962-1963. È campione piemontese di Prima Categoria ed ammesso alle finali interregionali.